# 真善美村

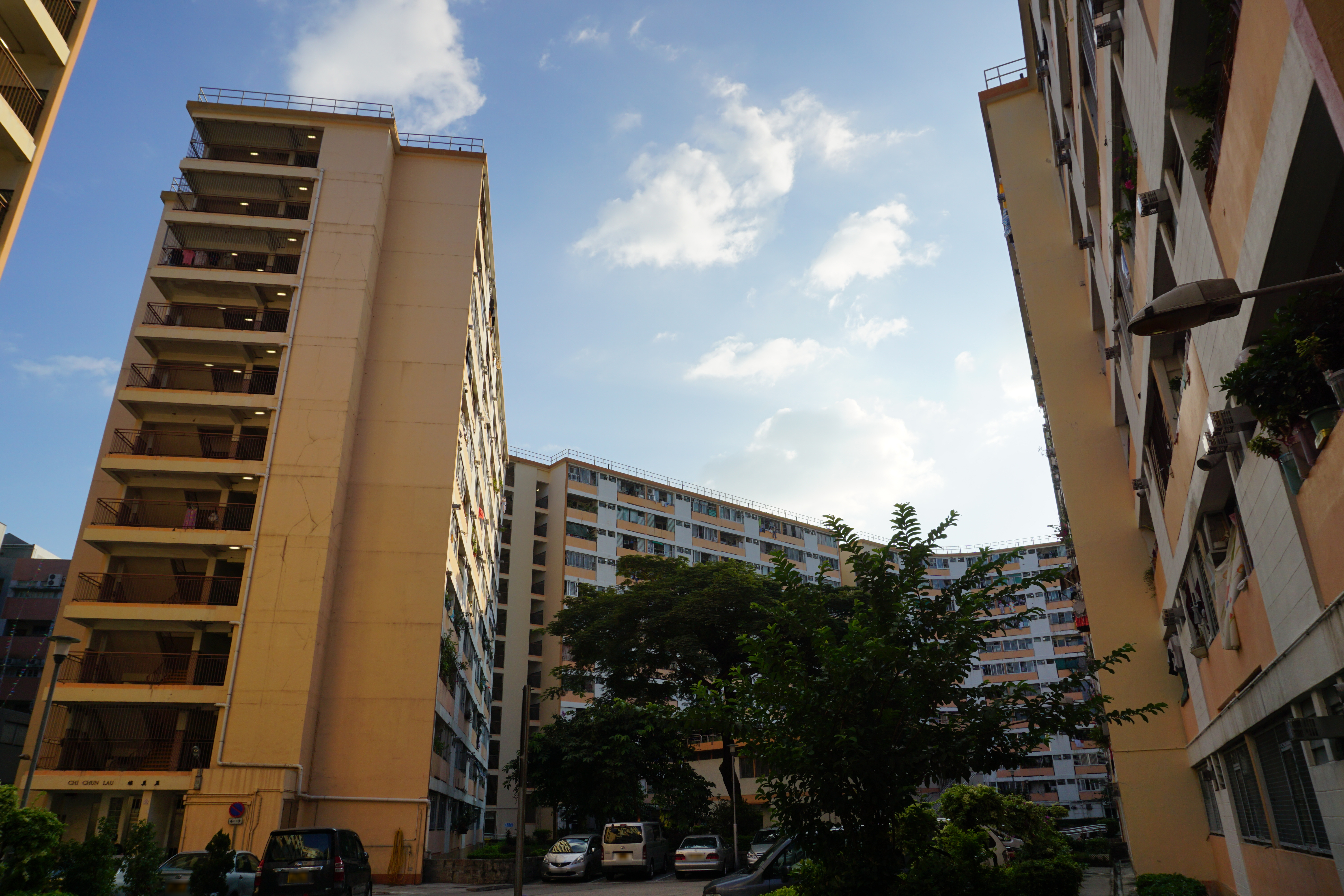
真善美村南面

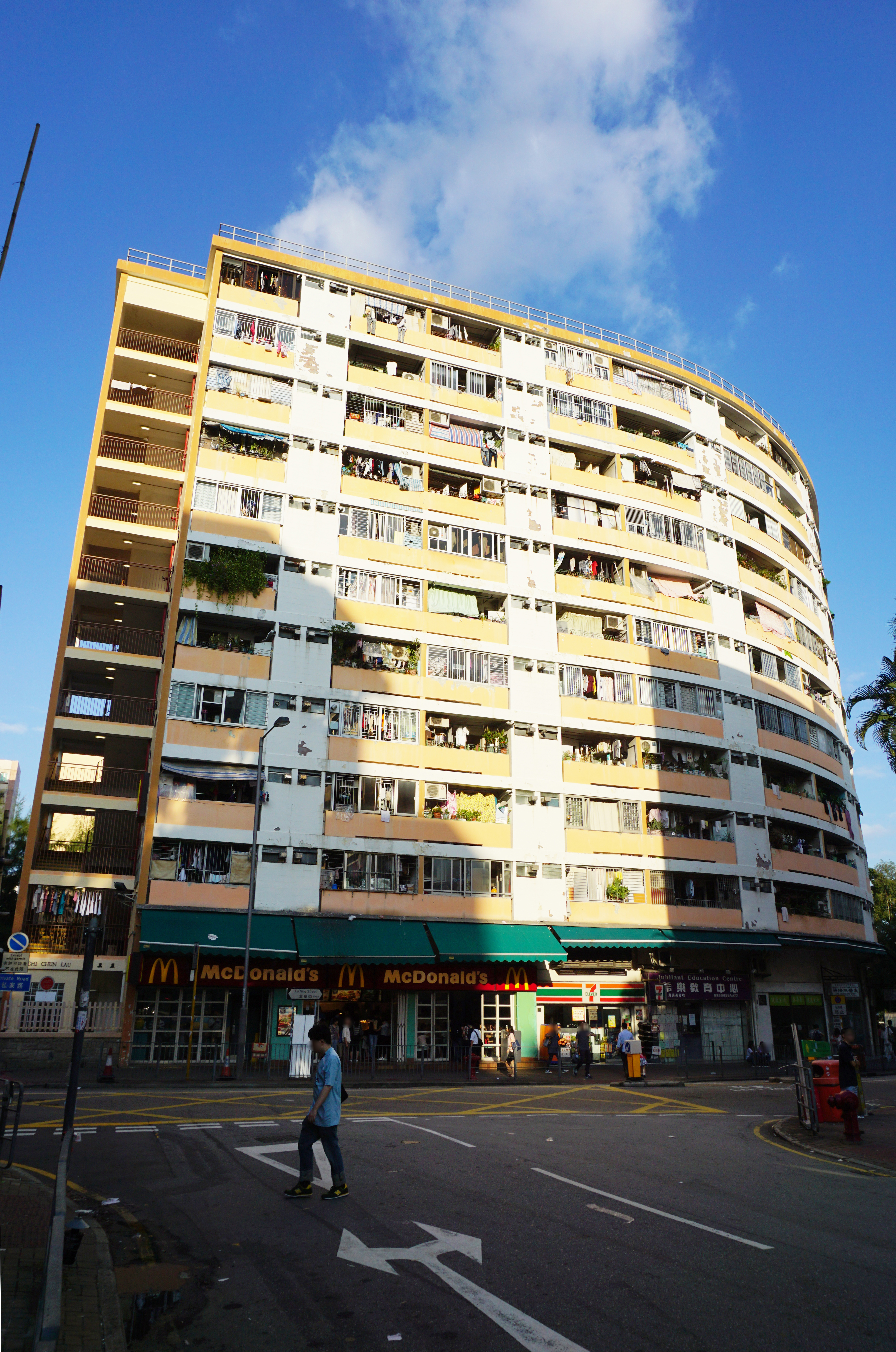
真善美村至真樓

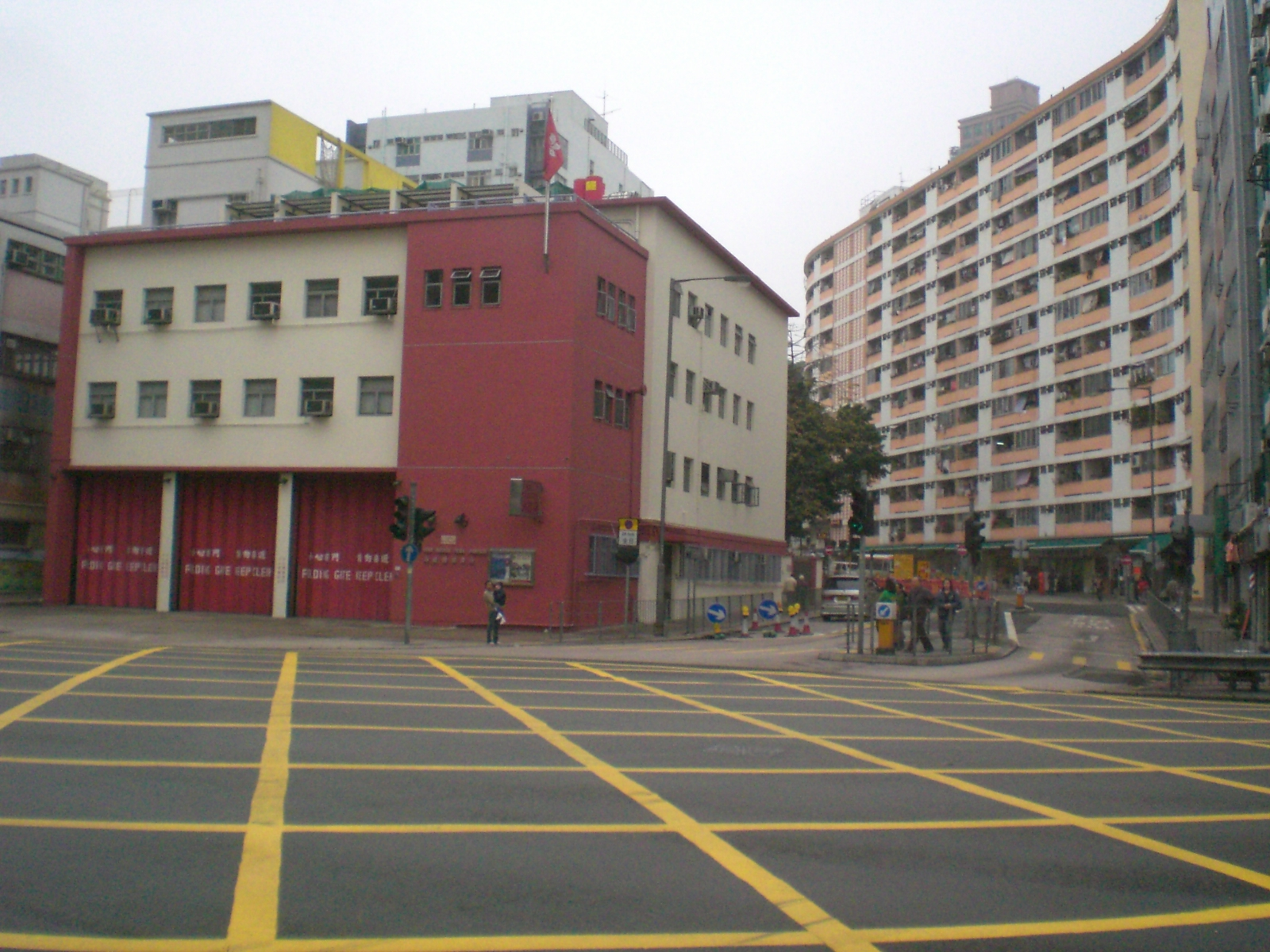
真善美村（2009年）

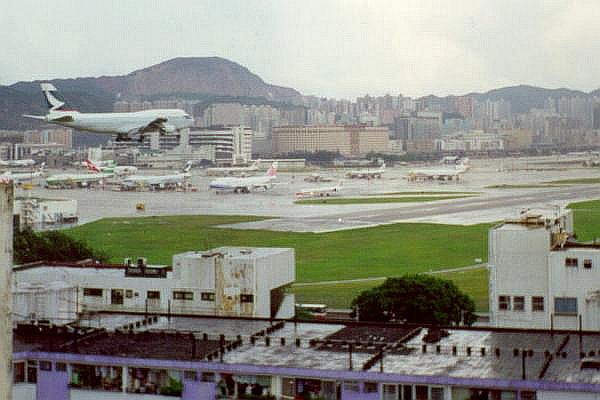
圖下紫色樓宇是真善美村，攝於啟德機場未關閉前

真善美村（英語：Chun Seen Mei Chuen），是由香港房屋協會發展及管理的甲類出租屋邨，位於香港九龍城區馬頭圍富寧街5-55號，由周李建築工程師事務所設計。

## 歷史
真善美村的前身是於1938年建成的馬頭涌平房區，1947年移交至香港社會服務聯會，1953年由香港房屋協會接管，並於1955年加建128間小屋。1962年平房區被拆卸，部份用地交回政府，其餘的則供房協作出租房屋發展。
於1965年落成了真善美村，屋邨共有3座，分別以村名中的「真」、「善」、「美」命名，佔地面積11,047平方米。
屋邨位置非常接近啟德機場，所以大廈有高度限制，平均高度相比起同期興建的其他屋苑比較矮。
由於昔日啟德機場飛機升降常發出噪音，因此在1998年機場關閉前，馬頭圍一帶及真善美村均受飛機噪音滋擾。

### 重建
2018年7月，特首林鄭月娥指出機場已遷移，九龍城區已經沒有高度限制，建議一些舊型屋邨如土瓜灣樂民新村和馬頭圍真善美村重建，但首要是安排地方原區安置受影響的住戶。隨後，時任房協主席鄔滿海則表示，樓齡較高、單位數目較少的馬頭圍真善美村先進行重建的機會或較大，並指出特首已承諾政府會在啟德啟晴邨以北提供安置地皮（即樂啟都匯），是啟動真善美村和土瓜灣樂民新村重建計劃的契機。

## 屋邨資料

### 樓宇
| 樓宇名稱 | 門牌號碼   | 落成年份 | 樓宇層數（住宅層數） | 每層伙數 | 每座單位總數（伙） | 建築師                         | 承建商   | 原先提供升降機的廠商 | 現時提供升降機的廠商 |
| -------- | ---------- | -------- | -------------------- | -------- | ------------------ | ------------------------------ | -------- | -------------------- | -------------------- |
| 至真樓   | 富寧街51號 | 1965年   | 12                   | 55       | 660                | 周耀年李禮之建築師工程師事務所 | （待補） | 英國通用電氣-快而安  | 通力                 |
| 至善樓   | 富寧街53號 | 1965年   | 8                    | 36       | 288                | 周耀年李禮之建築師工程師事務所 | （待補） | 英國通用電氣-快而安  | 通力                 |
| 至美樓   | 富寧街55號 | 1965年   | 8                    | 22       | 176                | 周耀年李禮之建築師工程師事務所 | （待補） | 英國通用電氣-快而安  | 通力                 |

### 出租單位面積及編配標凖
| 單位款式 | 編配標凖 | 室內樓面面積                          |
| 小型單位 | 5人      | 25.76 m2（277.3 sq ft）               |
| 中型單位 | 6-7人    | 29.24至32.76 m2（314.7至352.6 sq ft） |
| 大型單位 | 8-10人   | 35.41至43.73 m2（381.2至470.7 sq ft） |

### 設施
- 各單位皆設露台，獨立廚房窗戶和大門鐵閘。在興建初期可謂比較罕有。
- 至真樓地下部份劃份為多間商舖
- 邨中心設有獨立的社區會堂給邨內居民使用

真善美村於2006年開始進行翻新工程，工程包括：更換公眾地方（走廊及大堂）照明系統、更換至真樓升降機並增加升降機到達樓層、於至善樓及至美樓安裝升降機、於各出入口安裝大閘、於各出入口安裝閉路電視、翻新大堂等。

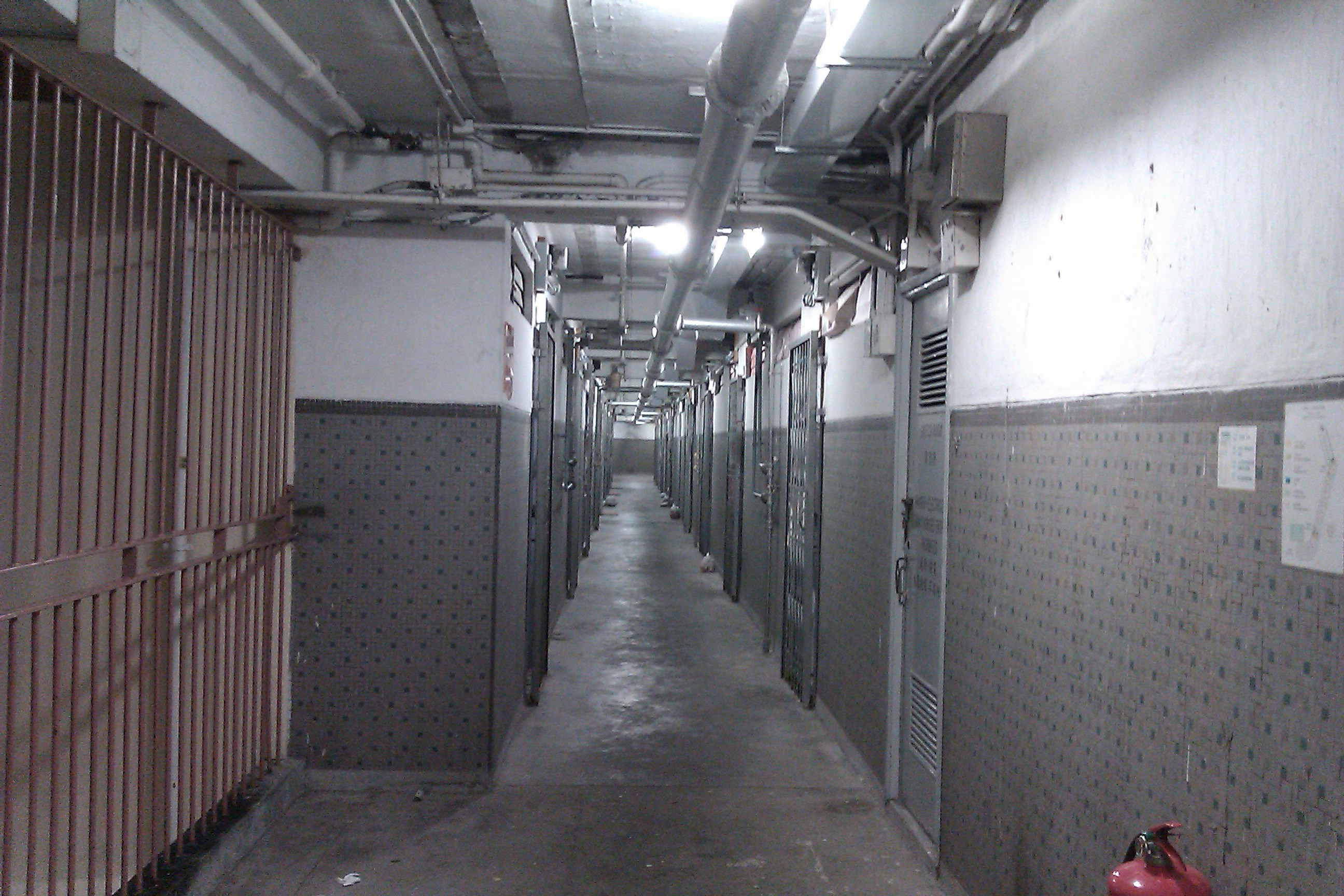
真善美村內部走廊
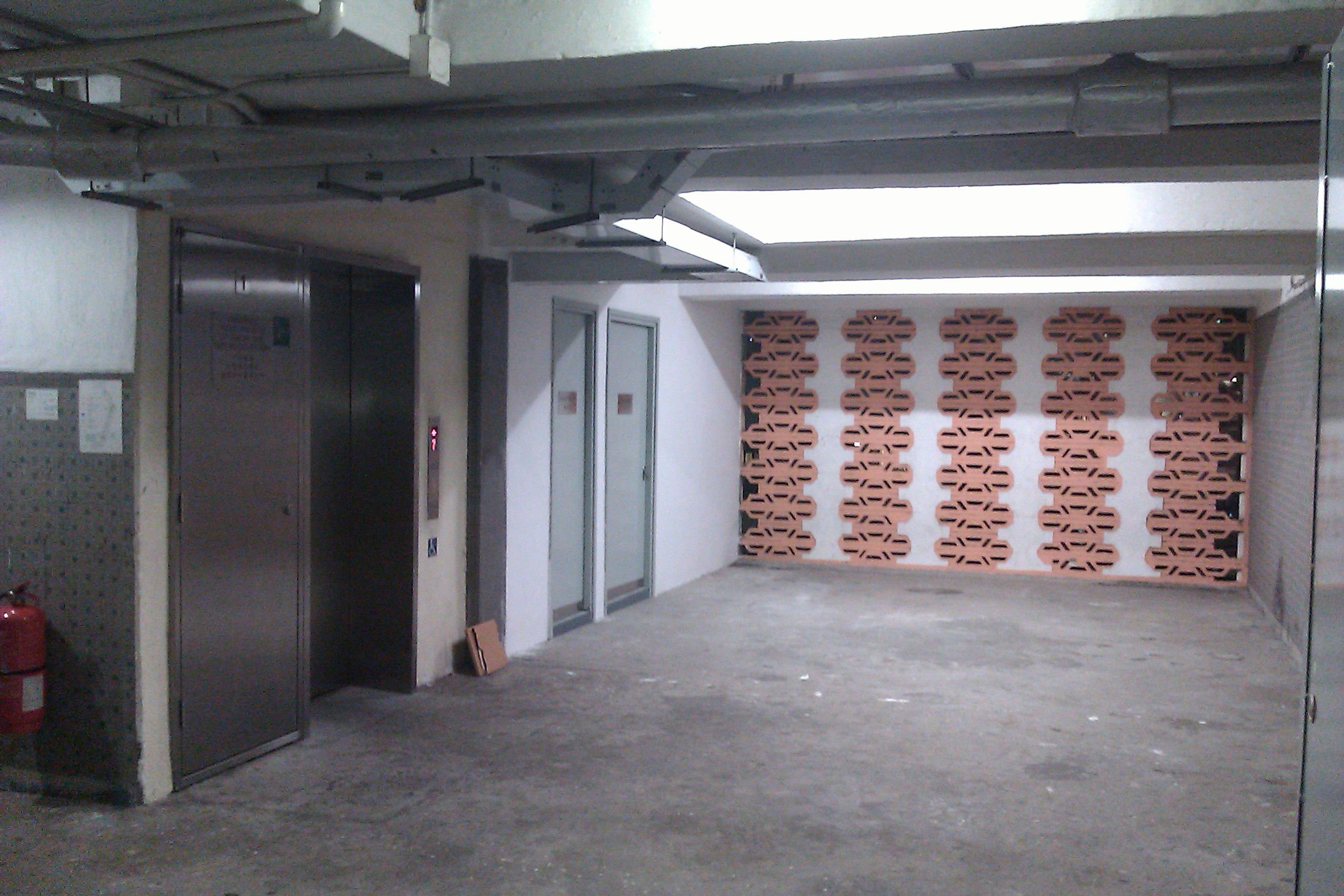
真善美村樓層電梯位置

## 外部連結
- 屋邨資料（香港房屋協會）（页面存档备份，存于）（繁體中文）
- 商業租賃（香港房屋協會）（页面存档备份，存于）（繁體中文）

22°19′32″N 114°11′17″E / 22.325663°N 114.188138°E